# Dudás Imre
Dudás Imre (Innocentius) (Eger, 1700. – Eger, 1766. január 10.) minorita rendi szerzetes, bölcseleti és teológiai doktor.

## Élete
1729-ben Udvarfalván lelkész, majd 1734-ben Nyírbátorban, 1737-ben Firtoson, 1745-ben Nagybányán, 1750-ben Miskolcon, 1761-ben ismét Nyírbátorban volt házfőnök. Hitszónok, udvari káplán, rendi tanácsos volt, Egerben vonult nyugalomba.

## Munkái
- Az igaz lelki édességekre vezérlő kalauz… Eger, 1764
- Kéziratban: Assisi Szt. Ferenc, Páduai Szt. Antal és Thyrius Appolonius cselekedetei sat.